# Albert Goldbeter

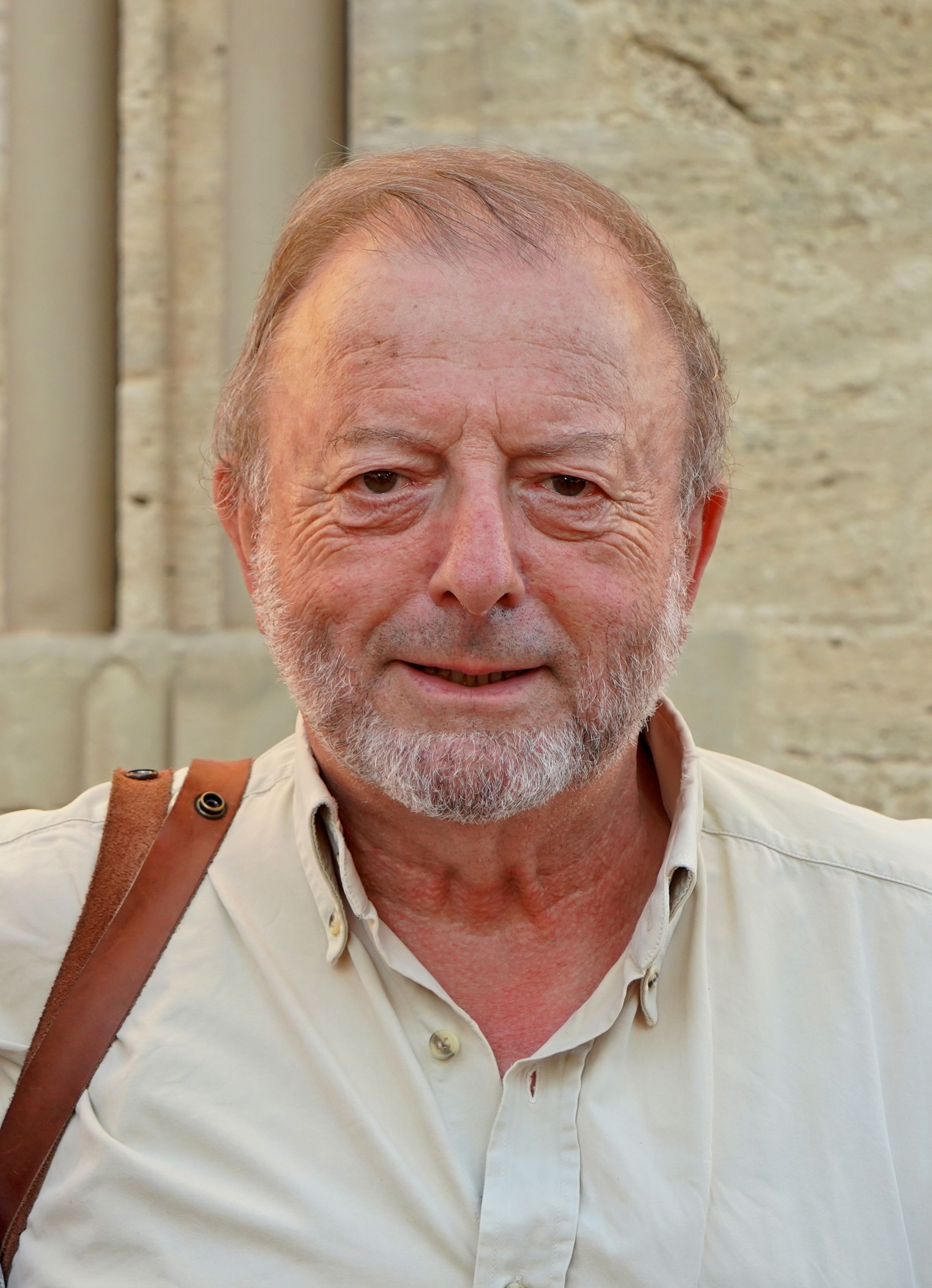
Albert Goldbeter, belgischer Chronobiologe

Albert Goldbeter ist ein belgischer theoretischer Biologe (Chronobiologie).

## Leben
Goldbeter studierte an der Freien Universität Brüssel mit dem Lizenziats-Abschluss in Chemie 1969 und der Promotion bei Ilya Prigogine 1973. Als Post-Doktorand war er am Weizmann-Institut und der University of California, Berkeley bei Daniel Koshland. 1988 erhielt er in Brüssel die Habilitation (Agrégation de l’Enseignement Supérieur). Er ist Professor und Leiter der Forschungsgruppe theoretische Chronobiologie an der Freien Universität Brüssel.
Er entwickelte mathematische Modelle für verschiedene periodische biologische Systeme (Lebenszyklus des Schleimpilzes Dictyostelium, zirkadische Rhythmen, Schlaf-Wach-Rhythmen, metabolische Oszillationen, Hormon-Sekretion, Enzymregulation von Phosphorylierungs- und Dephosphorylierungsreaktionen, Zellteilung) und untersuchte dabei Übergänge zum Chaos.

## Schriften
- Biochemical Oscillations and Cellular Rhythms, Cambridge University Press 1996
- La vie oscillatoire: Au coeur des rhythmes du vivant, Odile Jacob 2010